# 미원상사
미원상사 주식회사는 경기도 안산시에 본사를 둔 화학 기업이다.

## 사업
계면활성제, 자외선안정제, 산화방지제, 고무첨가제, 전자재료 등을 제조한다.

## 관련 문헌
- “미원상사, 상반기 대부분 품목 실적 부진”. 《뷰티누리》. 2023년 8월 18일.
- “미원상사 익산3산단에 3035억원 추가 투자”. 《뉴스핌》. 2022년 4월 14일.